# Rob Grill
Rob Grill (właśc. Robert Frank Grill; ur. 30 listopada 1943 w Los Angeles, zm. 11 lipca 2011 w Tavares) – amerykański piosenkarz, gitarzysta, autor tekstów.
Rob urodził się w Hollywood, w Kalifornii, gdzie uczęszczał do Hollywood High School. Rozpoczął karierę solową w 1979 roku, rozpoczął pracę w amerykańskim Recording Studios, następnie założył zespół Grass Roots. Zespół ten wydał dwadzieścia dziewięć singli, trzynaście z nich pokryły się złotem, oraz zdobył dwa złote albumy i dwie platynowe płyty.
Rob Grill zmarł 11 lipca 2011 w szpitalu w Orlando na Florydzie. Był w śpiączce po doznaniu udaru mózgu kilka tygodni wcześniej.

## Wybrana dyskografia
- Let's Live for Today (1967, Dunhill)
- Midnight Confessions (1968, Dunhill)
- I'd Wait A Million Years (1969, Dunhill)
- Sooner Or Later (1971, Dunhill)
- She Don't Know Me (1982, Dunhill)